# Acronicta pachycephala
Acronicta pachycephala là một loài bướm đêm trong họ Noctuidae.